# John Coates (architecte naval)
Pour les articles homonymes, voir John Coates et Coates.
Cet article concerne l'architecte naval. Pour le mathématicien, voir John Coates (mathématicien).
John Francis Coates (30 mars 1922 - 10 juillet 2010) est un architecte naval britannique connu pour son travail sur l'étude de la construction de la trirème grecque antique. Ses recherches ont conduit à la construction de la première réplique fonctionnelle de trirèmes, le navire de guerre le plus rapide et le plus dévastateur des empires méditerranéens classiques, et ont permis de mieux comprendre comment ils étaient construits et utilisés. Il a également effectué des recherches sur l'utilisation de la navigation en Europe du Nord à l'âge du bronze, en particulier le bateau de Ferriby et l'épave de Douvres.

## Biographie
John Coates naît en 1922, à Swansea, au pays de Galles, fils des chimistes Ada et de Joseph E. Coates, son père est professeur de chimie à l'University College de Swansea. Il fait ses études au Clifton College et de sciences de l'ingénieur au Queen's College d'Oxford. Il rejoint le Royal Corps of Naval Constructors et, en 1943, sert en mer sur les convois de l'Arctique. Après la guerre, il continue à travailler dans l'Amirauté. Un des premiers projets a été la conception de nouveaux gilets de sauvetage gonflables et de radeaux de sauvetage pour lesquels il a été nommé officier de l'ordre de l'Empire britannique en 1955. Il est le principal architecte de conception de navires pour les destroyers de classe County. Coates est resté au service de l'Amirauté jusqu'en 1979, date de sa retraite professionnelle.

## Reconstruction d'une trirème: l'Olympias

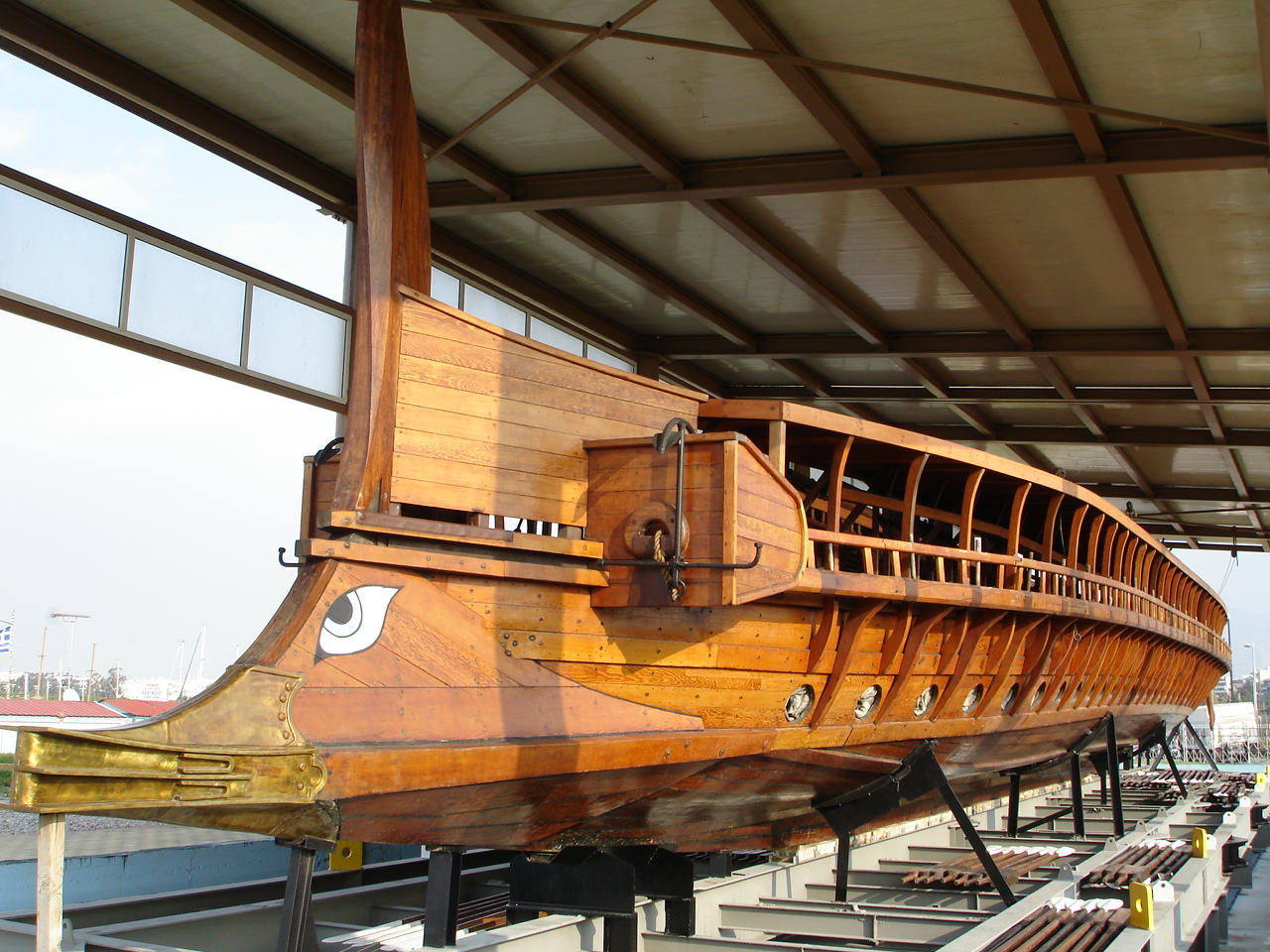
Olympias, une reconstitution d'une ancienne trirème athénienne.

En 1982, le professeur John Morrison du Wolfson College de Cambridge le sollicite dans le cadre d'une recherche sur la conception de la trirème. Coates a développé une conception complète, qui a permis la construction d'une réplique à grande échelle, l'Olympias, en 1987,,. L'Olympias' est conservé au musée maritime hellénique.

## Publications
- (en) John F. Coates, « The Naval Architecture and Oar Systems of Ancient Galleys », dans Robert Gardiner, Age of the Galley: Mediterranean Oared Vessels since Pre-Classical Times, Londres, Chrysalis, 2004 (ISBN 978-0-85177-955-3), p. 127-141.

## Distinctions
- 1955 : officier de l'Empire britannique[4]
- 1989 : docteur honoris causa de l'université de Bath[5].